# Kuorsumaanjärvi
Kuorsumaanjärvi är en sjö i Finland. Den ligger i kommunen Sastamala i landskapet Birkaland, i den sydvästra delen av landet, 190 km nordväst om huvudstaden Helsingfors. Kuorsumaanjärvi ligger 64,3 meter över havet. Arean är 1,8 kvadratkilometer och strandlinjen är 6,94 kilometer lång. Sjön  ingår i Kumo älvs huvudavrinningsområde.   I omgivningarna runt Kuorsumaanjärvi växer i huvudsak blandskog.